# Magdeburger Ring
Der Magdeburger Ring ist eine autobahnähnliche, zirka 14 km lange Schnellstraße im Stadtgebiet von Magdeburg. Sie ist als kreuzungsfreie Kraftfahrstraße mit zwei Fahrstreifen pro Fahrtrichtung ohne Standstreifen ausgebaut. Im Volksmund wird sie meist Tangente oder Ring genannt. Auf der gesamten Strecke gilt im Stadtgebiet ein Tempolimit von 80 km/h. Täglich passieren den Magdeburger Ring rund 70.000 Fahrzeuge.

## Geschichte
Die Bezeichnung „Ring“ ist historischen Ursprungs. Bereits im 19. Jahrhundert existierte eine Ringstraße, die als eine Art frühe Ortsumgehung westlich der Festungsanlagen in einem Halbkreis um die Stadt führte. Teile dieser alten Straßenführung sind noch vorhanden. Die Namen dieser zum Teil durch den Magdeburger Ring und Eisenbahnstrecken durchschnittenen Straßen tragen die Bezeichnung …ring. So der Sachsenring, Adelheidring, Editharing, Kaiser-Otto-Ring und Hohenstaufenring.
Zu DDR-Zeiten wurde ein Verkehrskonzept entwickelt, welches den Durchgangsverkehr um die Innenstadt herumführen sollte. Andere Großstädte dieser Größenordnung nutzen oftmals das klassische Verkehrskonzept mit Innenstadt- und Außenstadtringen, um den Verkehr umzuleiten. Die eingeengte Lage der Innenstadt zwischen der Elbe und der zwischen Norden und Süden verlaufenden Eisenbahntrassen und das schmale, aber über 2 km lange Gebiet erforderte es, die Umlenkung des Verkehrs mit Hilfe von vier Tangenten umzusetzen. Dieses Großprojekt wurde trotz der viereckigen Form als „City-Ring“ bezeichnet und gilt als das wichtigste Element der innerstädtischen Infrastruktur, bestehend aus City-Ring Nord (Walther-Rathenau-Straße B 1), City-Ring Ost (Schleinufer, Steubenallee), City-Ring Süd (Erich-Weinert-Straße, Am Fuchsberg) und City-Ring West (Magdeburger Ring B 71). Durch die Form stellten die Eckknotenpunkte eine besondere Rolle dar und erforderten eine leistungsfähige Umsetzung. Diese Knotenpunkte gelten aber auch als Unfallschwerpunkt. Der Askanische Platz zum Beispiel ist mit fast 60 Unfällen im Jahr 2013 der unfallreichste Platz Magdeburgs.
Von den Tangenten war der Bau des Magdeburger Rings der einzige, der als Schnellstraße ausgeführt wurde. Der Bau begann 1970, das erste Teilstück vom Norden der Stadt aus bis in die Halberstädter Straße wurde 1974 freigegeben. Komplett fertiggestellt mitsamt Autobahnanschluss wurde sie 1975 im Rahmen eines Fünfjahresplans. Damals war die Straße noch nicht vollständig kreuzungsfrei, erst in den folgenden Jahren wurden die entsprechenden Anschlüsse und Brückenbauwerke geschaffen.
Bis 2001 war der Ring komplett beleuchtet, jedoch wurde aufgrund der hohen Kosten und dringender Sparmaßnahmen die Beleuchtung abgestellt. Dank eines ausgeglichenen Haushalts und einer Umrüstung von Teilbereichen auf Leuchtdioden wurde im August 2014 beschlossen, dass der Ring nachts wieder komplett erleuchtet werden soll. Im November 2014 wurde die Beleuchtung wieder aktiviert.

## Verlauf

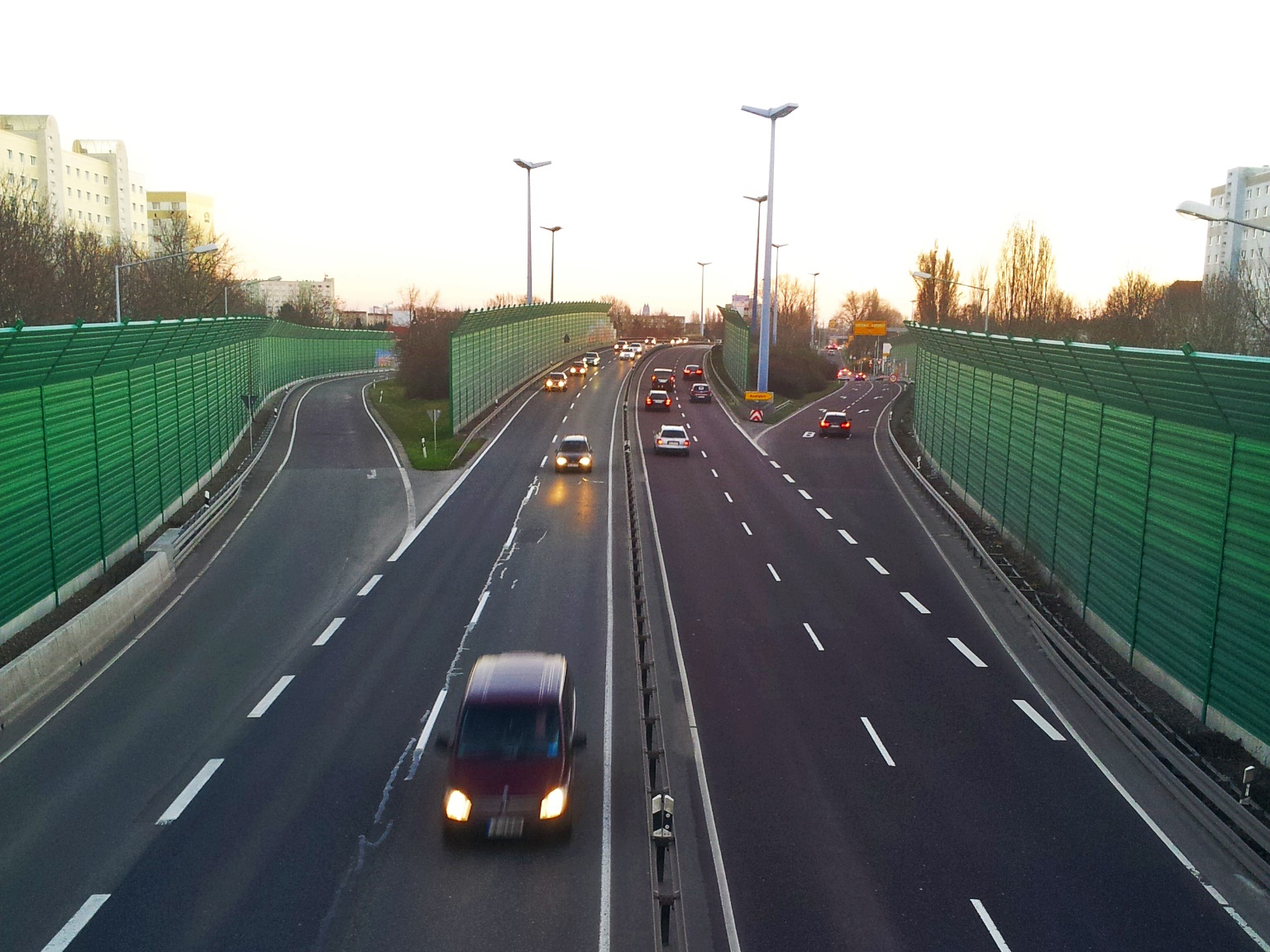
Magdeburger Ring mit Lärmschutzbebauung an der Zweigstelle B 71

Der Magdeburger Ring beginnt im Norden Magdeburgs direkt übergehend aus der vierstreifigen B 189 aus Stendal kommend und bleibt dabei durchgehend im Stadtgebiet als Nord-Süd-Tangente und Autobahnzubringer vierstreifig. Die Tangente ist kreuzungsfrei ausgebaut und verfügt als Anbindung an den Innenstadtverkehr über 15 Auf- und Abfahrten, von denen sich einige noch im Ausbau befinden. Außerdem wird der Ring selbst von insgesamt zwölf Brücken überquert, fünf davon sind Fuß- und Radverkehrsbrücken.
Das nördliche Ende markiert die Bundesautobahn 2 bei Barleben mit ihrer Anschlussstelle in Form eines Kleeblattkreuzes. Von dort aus verläuft der Ring teilweise ebenerdig weiter durch das Stadtgebiet, aber auch als Hochstraße, zum Beispiel als Überführung über diverse Straßen und Bahngleise.

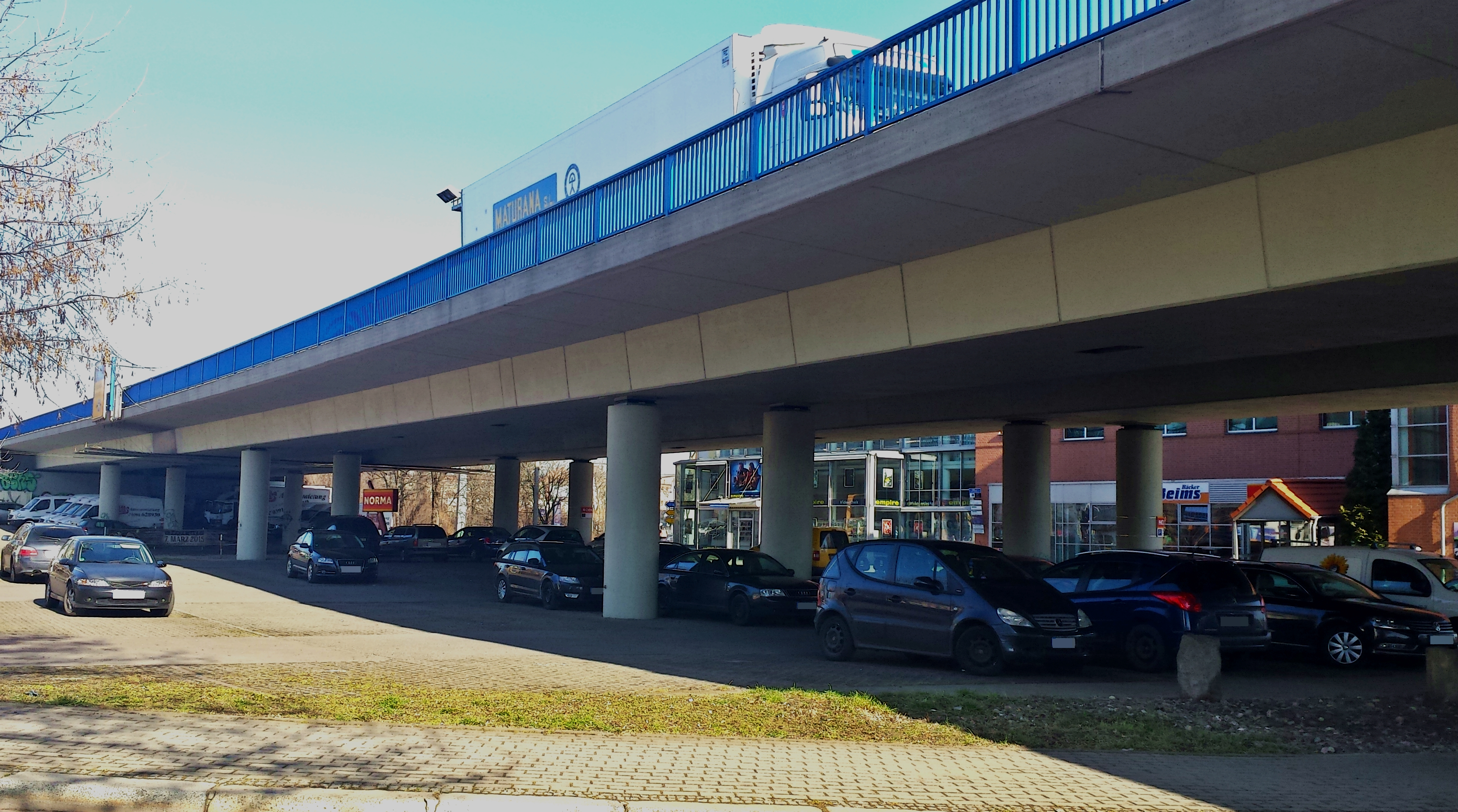
Magdeburger Ring als Hochstraße über die Halberstädter Straße

Im Norden der Stadt, auf Höhe der Ebendorfer Chaussee, geht die B 71 aus Haldensleben kommend in die Stadtautobahn über.
Der Magdeburger Ring ist im Stadtgebiet außerdem an die vierstreifige B 1 angeschlossen, die als Ost-West-Achse in Magdeburg fungiert. Ein weiterer Knotenpunkt im Stadtgebiet ist der Damaschkeplatz, über den der Magdeburger Ring hinweg führt. Ihn muss man passieren, wenn man aus den westlichen Stadtteilen oder von der Stadtautobahn aus direkt in die Innenstadt fahren möchte. Außerdem ist er zentraler Knotenpunkt für den ÖPNV, Bahn und (Fern-)Busverkehr. Er ist somit eine der meist befahrenen Kreuzungen der Stadt. Nach dem Durchqueren des südlichen Stadtgebiets trifft die Tangente auf die Bundesautobahn 14, welche wieder mit einem kleeblattförmigen Kreuzungsbauwerk angeschlossen ist. Weitergehend wird aus dem Magdeburger Ring die B 81 in Richtung Halberstadt.

## Lärmschutz
Durch die innerstädtische Lage gibt es Vorkehrungen, um Lärmemissionen vorzubeugen. Dazu gehört zum Beispiel die durchgehende Festlegung der Geschwindigkeit auf 80 km/h. Eine durchgehende Lärmschutzbebauung wurde als nicht notwendig erachtet, da die Straße an vielen Stellen von einer Begrünung begleitet wird und nur mancherorts die Wohnbebauung bis an die Tangente heranreicht. Dennoch ist die Lärmbelastung auch in weiter entfernten Wohngebieten nicht unerheblich.

## Umweltzone
Seit dem 1. Januar 2013 besteht in der Magdeburger Innenstadt eine Umweltzone, in die nur noch Fahrzeuge mit grüner Plakette einfahren dürfen. Der Magdeburger Ring, der die Umweltzone genau in der Mitte von Norden nach Süden hin durchquert, ist von dieser Regelung jedoch ausgenommen. Auch die Maybachstraße ist von dieser Regelung ausgenommen, da die Busse den am Damaschkeplatz gelegenen Omnibusbahnhof über diese Straße anfahren und danach auf den Magdeburger Ring gelangen.

## Maßnahmen nach Einsturz der Carolabrücke in Dresden

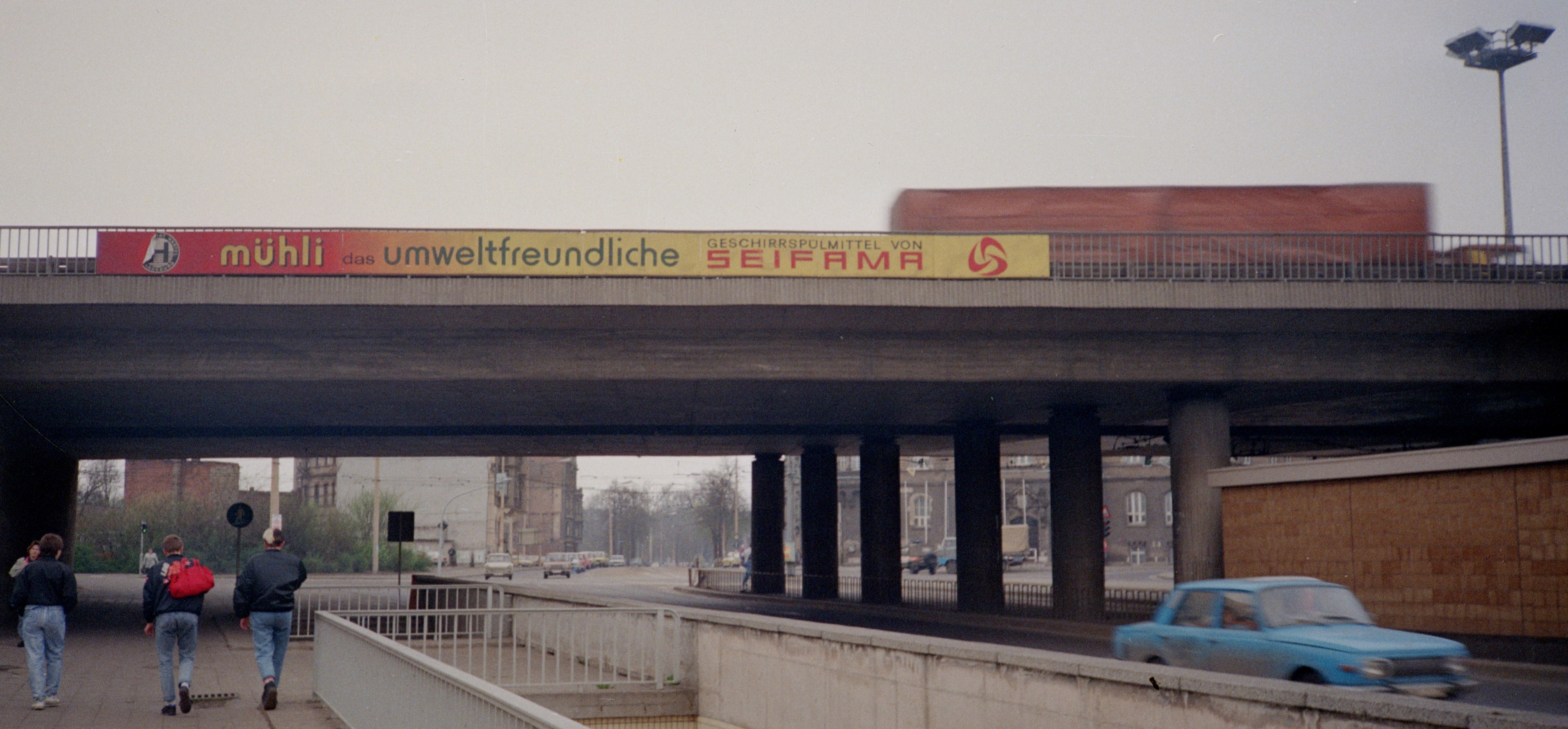
Die Brücke am Damaschkeplatz (1990)

Ein zur Ursache des Teileinsturzes der Carolabrücke in Dresden 2024 in Auftrag gegebenes Gutachten besagte, dass diese Brücke abgebrochen und durch einen Neubau ersetzt werden muss. Daher wurden bundesweit ähnliche Brücken, auch jene über den Magdeburger Ring, untersucht. 
Infolge irreparabler Korrosionsschäden an Spanngliedern an der Brücke des Magdeburger Rings über den Damaschkeplatz, die nach einer Sonderprüfung auffielen, wurde diese Brücke am 15. April 2025 gesperrt und im Juni abgerissen.
Im August 2025 wurden aus gleichem Grund die Brücken des Magdeburger Rings über Brenneckestraße und Halberstädter Straße gesperrt, um sie abzureißen und zu ersetzen.
Zuvor war die Überquerung beschränkt auf Fahrzeuge mit einer Masse bis 3,5 t - einspurig mit 30 km/h.